# Abu Ghurab
Abu Ghurab (arabisch أبو غراب Abū Ghurāb; auch Abu Gorab oder Abu Gurob) ist eine antike ägyptische Stätte, die zwischen Sakkara und Gizeh und etwa eineinhalb Kilometer nordwestlich von Abusir liegt. Bekannt ist sie als der Standort von zwei Sonnenheiligtümern aus der 5. Dynastie (2500 bis 2350 v. Chr.). Seit 1979 gehört sie als Teil der Stätte Memphis und seine Nekropole – die Pyramidenfelder von Gizeh bis Dahschur zum UNESCO-Welterbe. 
In der ersten Hälfte der 5. Dynastie kam es zu einem verstärkten Kult des Sonnengottes Re, zeitgenössische Inschriften bezeugen den Bau von sechs Sonnenheiligtümern in dieser Zeit. Es wurden jedoch bisher nur die der Pharaonen Userkaf und Niuserre gefunden und ausgegraben. Das Sonnenheiligtum des Niuserre ist besser erhalten, da es vollständig aus Stein gebaut wurde. Es lag am Wüstenrand und bestand aus einem großen Innenhof, der von Magazinen, Kultkammern und einem Altar umgeben war. Auf der Westseite erhob sich ein massiver Obelisk auf einem rechteckigen Sockel. Zum oberen Tempel führte ein langer gedeckter Aufweg, der eine Verbindung zum Taltempel im Niltal herstellte.